# Penaeus chinensis
La gamba xinesa (Penaeus chinensis) és una espècie de crustaci decàpode del subordre Dendrobranchiata que es cultiva en aqüicultura a la Xina. A la dècada de 1990 i 2000, la seva producció quedà devastada per una sèrie de malalties.